# Orthotrichum
Orthotrichum là một chi rêu trong họ Orthotrichaceae, phân bố trên toàn cầu.
Có chừng 125 loài trong chi này.
Một số loài:
- Orthotrichum affine
- Orthotrichum alpestre
- Orthotrichum anomalum
- Orthotrichum bartramii
- Orthotrichum bolanderi
- Orthotrichum consimile
- Orthotrichum crassifolium Hook.f. & Wilson
- Orthotrichum cupulatum
- Orthotrichum diaphanum
- Orthotrichum epapillosum
- Orthotrichum exiguum
- Orthotrichum fenestratum
- Orthotrichum flowersii
- Orthotrichum gymnostomum
- Orthotrichum hallii
- Orthotrichum holzingeri
- Orthotrichum keeverae
- Orthotrichum laevigatum
- Orthotrichum lyellii
- Orthotrichum obtusifolium
- Orthotrichum ohioense
- Orthotrichum pallens
- Orthotrichum pellucidum
- Orthotrichum praemorsum
- Orthotrichum pulchellum
- Orthotrichum pumilum
- Orthotrichum pusillum
- Orthotrichum pylaisii
- Orthotrichum rivulare
- Orthotrichum rupestre
- Orthotrichum scanicum Grönvall
- Orthotrichum sordidum
- Orthotrichum speciosum
- Orthotrichum stellatum
- Orthotrichum strangulatum
- Orthotrichum truncato-dentatum C. Muell.